# プレザントヒル (カリフォルニア州)
プレザントヒル（Pleasant Hill）は、アメリカ合衆国カリフォルニア州のコントラコスタ郡にある都市。人口は3万4613人（2020年）。サンフランシスコ・ベイエリアのイーストベイに位置している。
市内に鉄道駅はないが、近隣のウォールナットクリークとコンコードにバートの駅がある。